# 제럴딘 제임스
제럴딘 제임스(Geraldine James, OBE, 1950년 7월 6일 ~ )는 잉글랜드의 배우이다.

## 서훈
- 2003년 대영 제국 훈장 4등급(OBE) 수훈[1]